# ブラバンのシゲルス
ブラバンのシゲルス（1240年 - 1284年11月）は、哲学者。北海沿岸の低地地方出身。アリストテレス研究者であり、イスラム思想家アヴェロエスによる注釈をとくに重視した。

## 経歴
彼の人生の詳細ついてはほとんど知られていない。
パリ大学の学芸学部に在学中、ピカルディ「同郷団」（出身地ごとに組織された学生と教師の友愛結社）に所属し、そのリーダーとして活動した。1266年、フランス同郷団との間で発生した抗争において、シゲルスはその中心人物の一人とみられることが、事態収拾のために派遣された教皇特使の聴取によって分かっている。彼は訓戒されただけで特段の処罰を受けることもなかった。
1272年、いまだピカルディー同郷団の指導者であった彼は、学芸学部長の選挙に立候補したと推測されている。対立候補のフランス人教師ランスのアルベリックが過半数の票を獲得したが、シゲルスの支持者たちは不正行為があったとして選挙結果を受け入れず、シゲルスを独自の学部長に選出した。これによって学芸学部は事実上二つに分裂し、その状態は三年間にわたって続いた。
1275年、教皇特使のブリオーニのシモン（後の教皇マルティヌス4世）によって、アルベリックを学部長として選出した保守派に有利な裁定が下され、学部の分裂は解消した。シゲルスは故郷のリエージュへと帰った。
シゲルスは「二重真理説」を教えたとして非難されていた。二重真理説とは、信仰によって明らかにされる真理とは別に、（アリストテレス流の）自然の観察と分析による理性によって導き出せる真理が存在するという考えである。ただし、シゲルスは哲学が導いた結論が信仰のそれと矛盾する場合は、教会の教義を優先すべきであると、言明していた。
1276年、リエージュの彼のもとに、フランスの異端審問官でドミニコ会士の枢機卿シモン・ド・ヴァルから、異端の容疑について答弁するよう召喚状が届いた。シゲルスと同じ急進派であったダキアのボエティウスやニヴェレスのベルニエらも同様であった。
シゲルスらは出頭を拒否して、教皇庁の法廷に上訴するためにイタリアに逃れたと言われている。だが、彼らは召喚に応じたのちに無罪放免となったとする研究もある。